# Os der valgte Mælkevejen
|  | Denne artikel er oprettet af botten Steenthbot ud fra en ekstern database. Den kan derfor have sproglige fejl eller mangler. Denne skabelon kan fjernes efter kontrol af indholdet. |

Os der valgte Mælkevejen er en dansk dokumentarfilm fra 2015 instrueret af Eva Marie Rødbro.

## Handling
Cremefarvede akrylnegle, lange nylonvipper og hår fra Indien. Hyggesokker og bamsestøvler, solkur og similisten. Alting her er ligeså ægte som de drømme du drømmer med åbne eller lukkede øjne. Et antropologisk besøg hos en hemmelighedsfuld stamme af unge pigebørn på planeten Jorden .